# Hoplolaimus
Hoplolaimus är ett släkte av rundmaskar. Hoplolaimus ingår i familjen Hoplolaimidae.
Arter enligt Catalogue of Life:
- Hoplolaimus aorolaimoides
- Hoplolaimus chambus
- Hoplolaimus columbus
- Hoplolaimus coronatus
- Hoplolaimus galeatus
- Hoplolaimus gracilidens
- Hoplolaimus indicus
- Hoplolaimus kittenbergeri
- Hoplolaimus smokyensis
- Hoplolaimus smokyi